# Gondenoor, Shahpur
Gondenoor là một làng thuộc tehsil Shahpur, huyện Gulbarga, bang Karnataka, Ấn Độ.